# Onthophagus oculatus
Onthophagus oculatus là một loài bọ cánh cứng trong họ Bọ hung (Scarabaeidae).